# Faubourg (Ciudad Abierta)
El Faubourg es una construcción arquitectónica situada en la Ciudad Abierta, en el sector Punta de Piedra, en la localidad de Ritoque, Comuna de Quintero, Región de Valparaíso. Fue construida en 1983. Es un escalinata irregular, situada a la salida del Palacio del Alba y el Ocaso, constituyendo una especie de conjunto con el mismo, debido a la proximidad de ambas construcciones. Su materialidad principal es ladrillos, hormigón y juntas de dilatación en vidrio, y tiene una superficie de 536 m². En un principio fue utilizada como lugar de reunión del taller de arquitectura de la Escuela de Arquitectura de Valparaíso.